# Cyrilometodějská stezka (Česko)
Cyrilometodějská stezka v České republice je českou částí mezinárodní dálkové turistické, poutní a kulturní trasy Cyrilometodějská stezka, nazývané také Evropská kulturní stezka sv. Cyrila a Metoděje, anglicky Cyril and Methodius Route. Stezka má své pokračování v Albánii, Itálii, Polsku, Rakousku, Řecku, Slovensku, Severní Makedonii a v Turecku.

## Historie a popis
Cyrilometodějská stezka v České republice se skláda z 5 tras navzájem propojených (hvězdicových) tras, které mají společný koncový bod, kterým je Velehrad v okrese Uherské Hradiště. Cyrilometodějská stezka odkazuje na významné kulturní a historické kořeny Slovanů spojené s příchodem křesťanství, tj. s příchodem soluňských bratří Cyrila a Metoděje, na Velkomoravskou říši. Celková délka tras českých stezek je asi 822,2 km.
| Trasa | Trasa | Délka trasy /km/ | Odkaz |
| ----- | --- | ---------------- | ----- |
| 1     | Arcibiskupská trasa: Olomouc-Svátý kopeček, Velká Bystřice, Olomouc-Hodolany, Velký Týnec, Brodek u Přerova, Věrovany, Tovačov, Lobodice, Kojetín, Kroměříž, Trávník, Kvasice, Budačina, Jankovice, Modrá, Velehrad | 110,9            | [ 3 ] |
| 2     | Beskydská trasa: Malý Stožek, Konihlava, Jablunkov, Kozubová, Bílý Kříž, Bílá, Pustevny, Radhošť, Rožnov pod Radhoštěm, Velká Lhota, Jarcová, Rajnochovice, Kelčský Javorník, Hostýn, Lukov, Štípa, Zlín, Karlovice, Napajedla, Halenkovice, Košíky, Jankovice, Modrá, Velehrad | 207,7            | [ 4 ] |
| 3     | Bělokarpatská trasa: Trenčín (SK), Žítková, Krhov, Bojkovice, Přečkovice, Luhačovice, Polichno, Pašovice, Mistřice, Uherské Hradiště, Staré Město, Velehrad | 85,8             | [ 5 ] |
| 4     | Velkomoravská trasa: Mikulčice/Hodonín, Holíč (SK), Skalica (SK), Petrov, Strážnice, Bzenec, Vracov, Žeravice, Hostějov, Osvětimany, turistický rozcestník Svatý Kliment, Buchlov, Velehrad | 71,1             | [ 6 ] |
| 5     | Českomoravská trasa: Levý Hradec, Roztoky, Praha-Dejvice, přerušení a dále pokračuje přes Labuť, Vestec, Průhonice, Osnice, Olešky, Čenětice, Radimovice, Velké Popovice, Mokřany, Pýšely, Čerčany, Lštění, Chocerady, Stříbrná Skalice, Sázava, Ledečko, Rataje nad Sázavou, Malovidy, Český Šternberk, Soběšín, Kácov, Polipsy, Řendějov, Zruč nad Sázavou, Vlastějovice, Chřenovice, Ledeč nad Sázavou, Smrčná, Dolní Březinka, Světlá nad Sázavou, Okrouhlice, Klanečná, Veselice, Havlíčkův Brod, Termesivy, Pohled, Stříbrné Hory, Přibyslav, Velká Losenice, Hamry nad Sázavou, Žďár nad Sázavou, Vysoké, Lhotka, Jiříkovice, Nové Město na Moravě, Pohledec, Lísek, Písečné, Vítochov, Ždánice, Bystřice nad Pernštejnem, Věchnov, Nedvědice, Černvír, Doubravník, Borač, Štěpánovice, Předklášteří, Tišnov, Železné, Skalička, Lipůvka, Svinošice, Vranov, Adamov, Křtiny, Vítovice, Rousínov, Letonice, Bučovice, Lovčice, Bukovany, Bohuslavice, turistický rozcestník Svatý Kliment, Buchlov, Velehrad | 346,7            | [ 7 ] |

## Další informace
Stezka je celoročně volně přístupná.

## Galerie

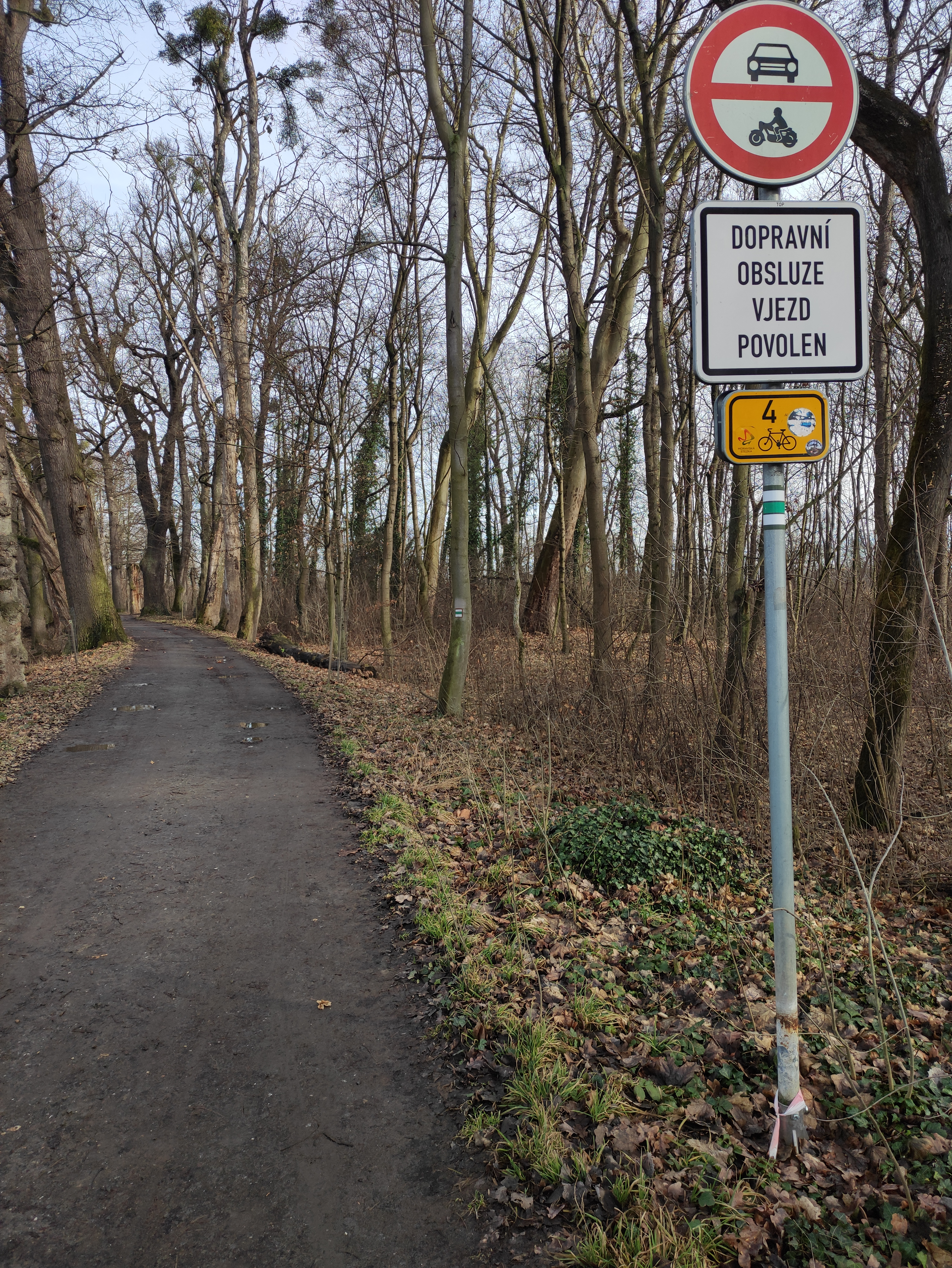
Tovačov I-Město
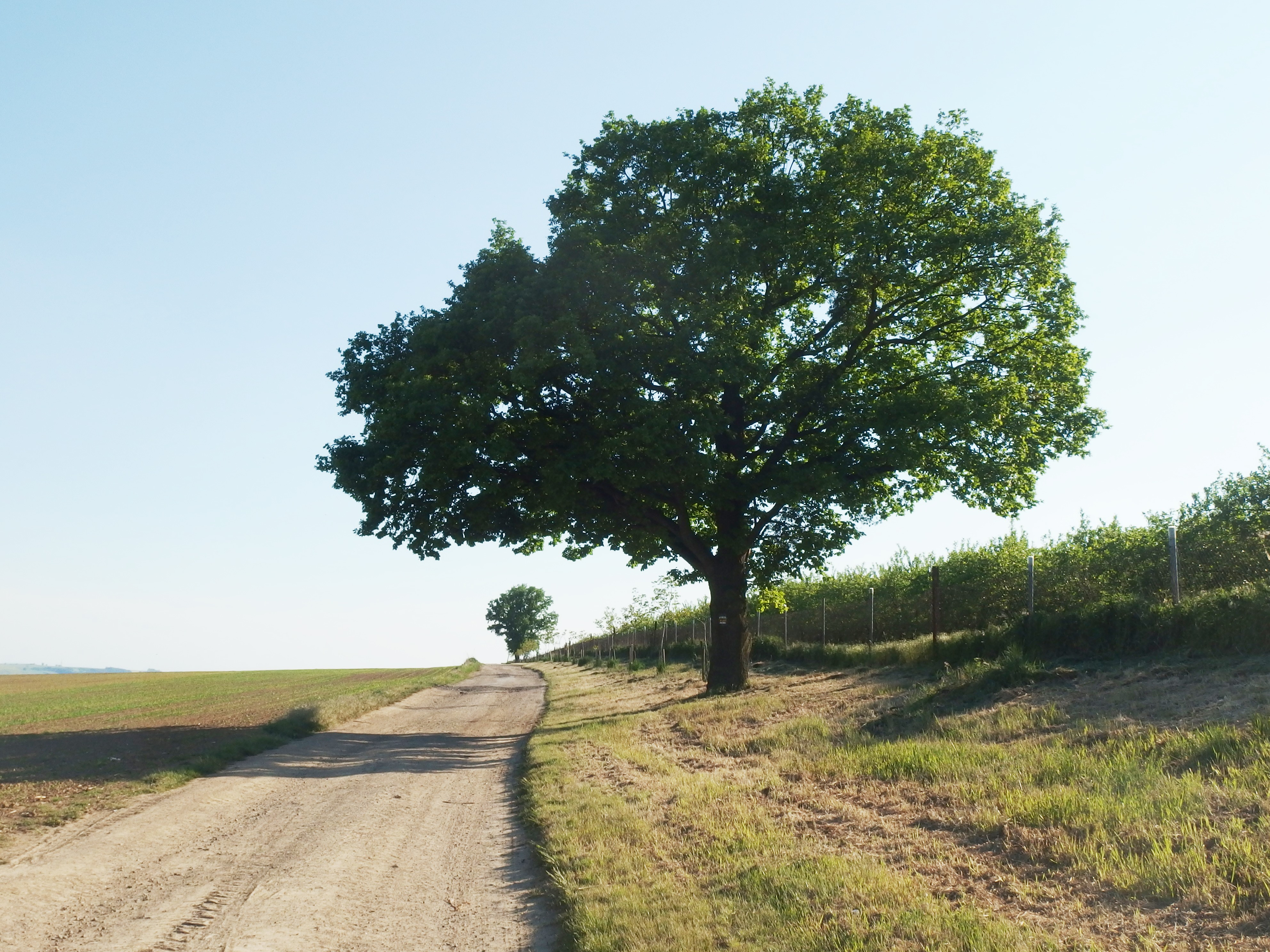
Duby při Cyrilometodějské cestě, Pohořelice